# 長谷寺銅板法華説相図

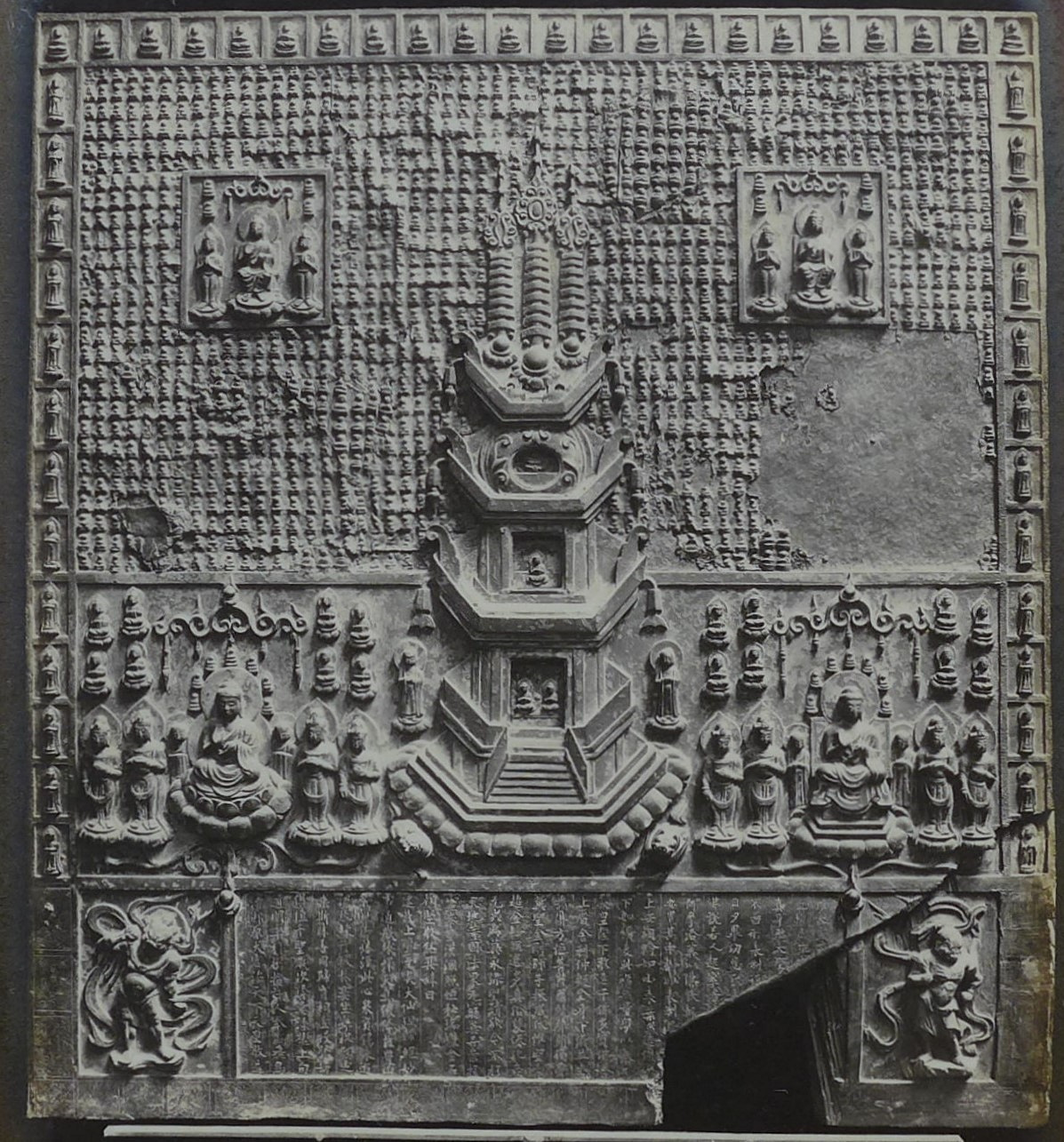
銅板法華説相図

長谷寺銅板法華説相図（はせでら どうばん ほっけせっそうず）は、奈良県桜井市の長谷寺に伝わる7世紀の仏教工芸品。銅板の表面に『法華経』見宝塔品に説かれる宝塔出現の光景が図相化されている。銅板の下方には銘文があり、造立の由来などが陰刻され、その文中に、「敬造千仏多宝仏塔」とあることから、本銅板を千仏多宝仏塔とも呼ぶ。1963年（昭和38年）7月、国宝に指定された。指定名称は銅板法華説相図（千仏多宝仏塔）。所有者は長谷寺で、奈良国立博物館に寄託保管されている。

## 概要
| 彫刻               | 位置                             | 金工技法 |
| ------------------ | -------------------------------- | -------- |
| 宝塔               | 上段と中段の中央                 | 鋳出     |
| 三尊像             | 上段の左右                       | 鋳出     |
| 七尊像             | 中段の左右                       | 鋳出     |
| 仁王像             | 下段の左（右は木製）             | 鋳出     |
| 小仏坐像           | 上段の周縁部（上辺）             | 鋳出     |
| 小仏立像           | 上段・中段の周縁部（左辺と右辺） | 鋳出     |
| 十方諸仏（千体仏） | 上段の一面（一部剥落）           | 押出     |
| 銘文               | 下段の中央（一部欠損）           | 浚い彫り |
| 奏楽天人           | 下段の周縁部                     | 線彫り   |

古くから長谷寺に伝わる縦83.3cm、横75.0cm、厚さ約2cmの比較的大型の銅板である。その表面には『法華経』見宝塔品に説かれる宝塔の出現や十方諸仏の参集などの光景、いわゆる『法華経』迹門のクライマックス場面が、鋳出・押出などの金工技法によって浮き彫りにされている。
その銅板図の下には造立の由来などの銘文が、上代日本の刻銘では極めて特殊な浚い彫りという技法を用いて陰刻されている。また、その書風は中国・初唐の欧陽詢風で、日本の上代金石文中、屈指の名筆といわれる。
このように、本銅板は美術作品と文字史料とをあわせもつ特徴があり、美術史研究者のみならず、書道史・金石学・金属工芸技術を専門とする研究者など、多分野の研究者が関心を集める作品である。

## 彫刻内容
本銅板の図様は上・中・下段に分かれ、上段には多数の押出仏を貼付して十方諸仏（千体仏）をあらわし、その左右には三尊像が、中段の左右には七尊像が鋳出されている。中段の中央から上段の中心までは三層の宝塔が鋳出されており、その下層には釈迦如来・多宝如来の二仏並座の様子が、中層には多宝如来が、上層には舎利容器が、先端部には3本の相輪がそれぞれ表現されている。下段の向かって左側の金剛力士（仁王）像は鋳出によるものであるが、向かって右側の仁王像は欠損しており、木造の後補となっている。これら左右の力士像に挟まれた区画に浚い彫りの銘文がある。
銅板の周縁部は升目状に区画され、上段と中段の周縁部の升目の中には一体ずつ小仏（48体）が鋳出されている。その小仏は、上辺が坐像（22体）で、左辺・右辺は立像（13体ずつ）である。下段の周縁部の升目の中には一体ずつ奏楽天人が線彫りされている。

## 銅板研究

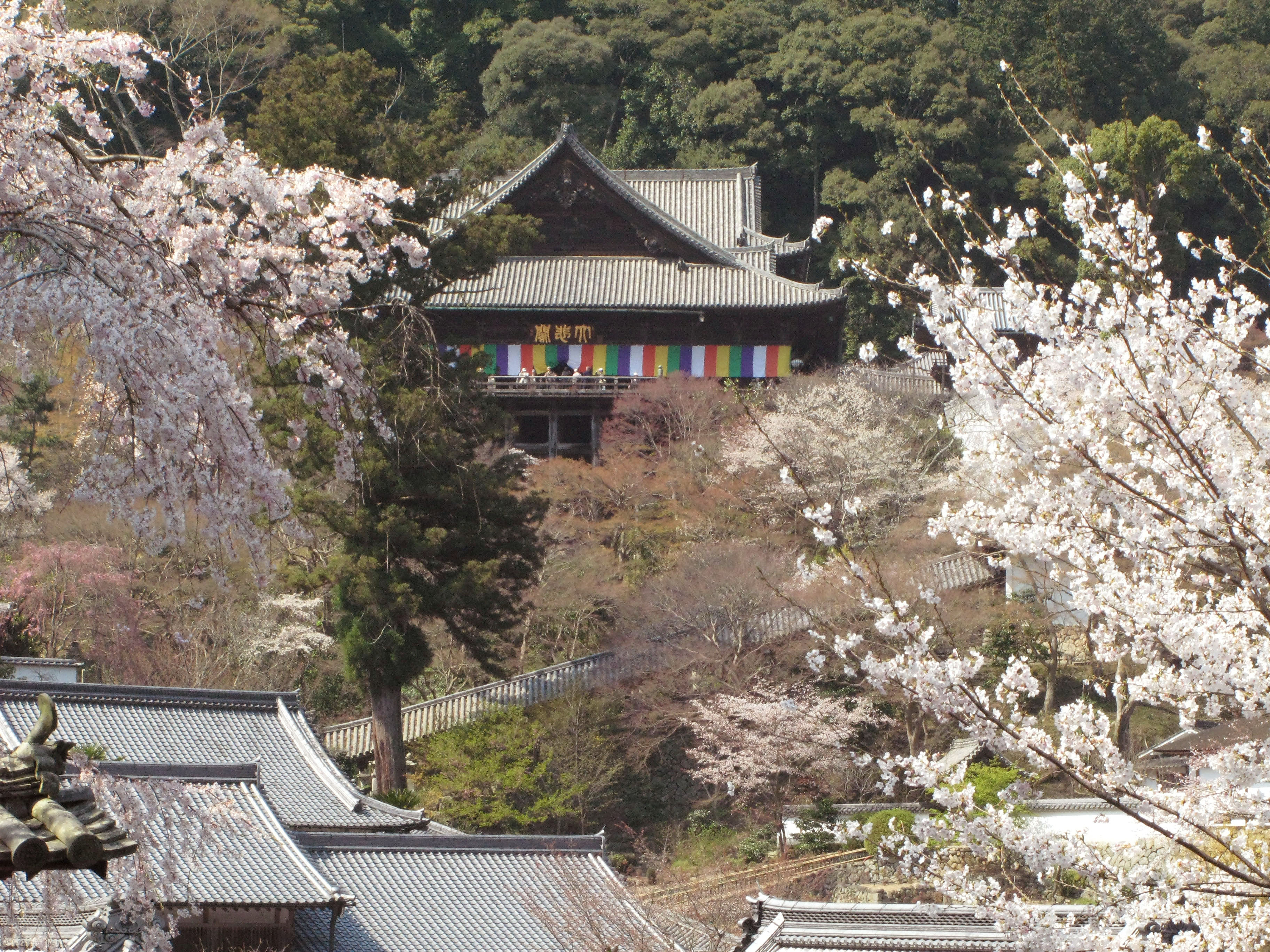
長谷寺本堂

長谷寺では長い間、本銅板を秘匿していたため、江戸時代後期の学者・狩谷棭斎もその存在を知らなかったが、1876年（明治9年）の同寺・三重塔の火災に際して世の知るところとなった。一方、1828年（文政11年）に銅板銘の拓本が秘かに採られており、伴信友はその拓本をもとに銘文を解読し、制作年を推定するなど本銅板研究の先駆をなした。その1828年当時、銅板の安置場所は三重塔ではなく、同寺・宝蔵であり、宝蔵に秘匿しておく事情があった（#長谷寺の火災と銅板の安置場所を参照）。
造仏造塔の功徳は絶大であるという仏教思想を背景に、本銅板は天皇のために造立したと銘文に見え、その天皇を「飛鳥清御原大宮治天下天皇」と表現しているが、飛鳥浄御原宮の宮号を冠した天皇の呼称は、天武と持統の両天皇に用いられる。また、銘文中の年紀「歳次降婁」は伴信友により戌年と解読されたが、いつの戌年であるかは記されていない。そのような銘文内容のため、制作年の特定が難しく、大きな争点となった。ゆえに本銅板の研究の歴史は、主としてその制作年代の解明を目的とするものであった（#銅板の制作年代を参照）。
誤伝
銅板の右下部分は銘文の一部とともに欠損しているが、それが1876年の火災によるものという伝承が今も行われている。しかし、1828年の拓本にすでにその欠損が確認できるため、その伝承は明らかに誤伝であり、欠損の事情と時期は不明とされている。

## 銘文
文字面の大きさは縦14.2cm、横42.4cm。その中に27行、各行12字（19行目のみ7字）が配置され、当初、全319字あったとされている。が、銘文の右側が斜めに欠損し、50字を失っている。ただし、銘文の述作にあたって用いられた典籍として次の2つの史料が分かっており、その内の15字を補うことができている。
- 玄奘三蔵訳『甚希有経』（じんけうきょう、649年）
- 道宣撰『広弘明集』巻16所収の「瑞石像銘」と「光宅寺刹下銘」

### 原文
原文は以下のとおり。“□”は失われた文字、“（　）”内は典籍により補った文字を示す。1行目の“應”の1字は『広弘明集』の「瑞石像銘」より補い、6行目の“波其量下如”、7行目の“如芥子許”、8行目の“量如大針”、9行目の“像”の計14字は『甚希有経』により補っている。
1. 惟夫霊（應）□□□□□□□□
2. 立稱巳乖□□□□□□□□
3. 真身然大聖□□□□□□□
4. 不啚形表刹福□□□□□□
5. 日夕畢功。慈氏□□□□□□
6. 佛説若人起窣堵（波其量下如）
7. 阿摩洛菓、以佛駄都（如芥子許、）
8. 安置其中、樹以表刹（量如大針、）
9. 上安相輪如小棗葉或造佛（像）
10. 下如穬麦、此福無量。粤以、奉為
11. 天皇陛下、敬造千佛多寳佛塔。
12. 上厝舎利、仲擬全身、下儀並坐。
13. 諸佛方位、菩薩圍繞、聲聞獨覺
14. 翼聖、金剛師子振威。伏惟、聖帝
15. 超金輪同逸多。真俗雙流、化度
16. 无央。廌冀永保聖蹟、欲令不朽。
17. 天地等固、法界无窮、莫若崇據
18. 霊峯、星漢洞照、恒秘瑞巗、金石
19. 相堅。敬銘其辞曰
20. 遙哉上覺、至矣大仙、理歸絶妙、
21. 事通感縁、釋天真像、降茲豊山、
22. 鷲峯寳塔、涌此心泉。負錫来遊、
23. 調琴練行。披林晏坐、寧枕熟定。
24. 乗斯勝善、同歸實相、壹投賢劫、
25. 倶値千聖。歳次降婁漆菟上旬、
26. 道明率引捌拾許人、奉為飛鳥
27. 清御原大宮治天下天皇敬造。

### 大意
銘文を通覧すると、『甚希有経』や『広弘明集』所収の「瑞石像銘」と「光宅寺刹下銘」を引用していることから、全体に、仏教思想・神仙思想・道教思想が流れている。
文頭の欠損部分は、概念的な序論にあたると考えられ、造仏造塔の発願の次第とその完成について述べたものと推測される。その序論のあとの『甚希有経』の引用部分は、「どんな小さな造仏造塔でも、その功徳は絶大である。（趣意）」との内容であり、「このような仏教思想を背景に、千仏多宝仏塔は天皇陛下のために造立した。（趣意）」と述べている。続いて、その銅板に描かれた多宝塔などの彫刻内容を解説している。次に、「天皇の徳は弥勒菩薩に等しく、衆生を悟りに導く。その天皇の功績を不朽ならしめんとするために、また、仏教が絶えることのないようにするために堅牢な金石にその銘を刻み、この霊峯をよりどころとして未来まで秘蔵する。（趣意）」と述べている。続いて銘文の本文となり、「本銅板の造立が天皇の徳に感じ、帝釈天と霊鷲山の多宝塔がここ豊山に出現した。よって、豊山に来遊して修行し、その功徳に乗じて実相に帰し、ともに現世において諸仏を拝そう。（趣意）」と述べている。そして最後に、「戌年7月上旬に、僧・道明が80人ほどを率いて、飛鳥浄御原宮に天下を治めている天皇のために造立した。」とある。

### 注解
- 窣堵波（そとば）とは、ストゥーパのこと[22]。
- 駄都（だと）とは、ここでは舎利のこと[22]。
- 芥子（けし）とは、ここでは芥子粒のこと[22]。
- 刹（せつ）とは、塔のこと[23]。
- 天皇陛下は、ここでは銅板の制作年代の説により、天武天皇（686年説）・持統天皇（698年説）・元正天皇（722年説）など意見が分かれる[17][21]。
- 千仏多宝仏塔（せんぶつたほうぶっとう）とは、本銅板の呼称。銅板に彫刻された多宝塔とその下層に並座する釈迦と多宝仏、塔の周りに千体仏が配されていることによる。[2]
- 全身とは、ここでは多宝如来の全身のこと[22]。
- 並座（びょうざ）とは、ここでは釈迦と多宝如来の二仏並座のこと[22]。
- 諸仏方位とは、十方諸仏の参集のこと[22]。
- 囲繞（いにょう）とは、ぐるりと取り囲むこと[24]。ここでは諸仏の侍者として参集した菩薩が多宝塔を取り囲んだと述べている[22]。
- 聖帝（せいてい）とは、ここでは天皇のこと[22]。
- 金輪（こんりん）とは、俗界の理想的君主とされる金輪聖王のこと[22]。
- 逸多（いった）とは、弥勒菩薩のこと。弥勒菩薩の字は阿逸多であるが、逸多でも弥勒菩薩を指す[25]。
- 真俗（しんぞく）とは、真諦（出家者）と俗諦（在家者）のこと[22][26]。
- 化度（けど）とは、衆生を教化・済度すること[27]。
- 聖跡（せいせき）とは、ここでは天皇の功績のこと[22][28]。
- 霊峯（れいほう）と豊山（ぶざん）は、本銅板が当初安置された山の美称である[22]。
- 星漢（せいかん）とは、天の川のこと[29]。
- 上覚（じょうかく）とは、ここでは悟りのこと[22]。
- 大仙（だいせん）とは、仏陀（釈迦）のこと[22][30]。
- 釈天真像（しゃくてんしんぞう）は研究者の間でとくに解釈が分かれている。福山敏男は、「千仏と解し、本銅板そのものを指す」とし、大山誠一は、「帝釈天と梵天と解し、実際に造像されたそれらの像を指す」とし、片岡直樹は、「帝釈天と解し、本銅板でも実際の像でもなく、豊山を美文的に表現した修辞技法の一つ」としている。[22]
- 鷲峯宝塔（じゅぶほうとう）とは、霊鷲山の宝塔のこと[15][22]。
- 勝善（しょうぜん）とは、すぐれた行いのこと。ここでは本銅板の造立を指す。[22]
- 賢劫（げんごう）とは、現在の世のこと[22][31]。
- 千聖（せんせい）とは、ここでは諸仏のこと[15][22]。
- 歳次降婁漆菟（ほしはこうるにやどるしちと）とは、戌年7月のこと。降婁は戌を、漆は七を、菟（兎）は月をそれぞれ意味する。伴信友が解読した。[2][11][13][32]
- 道明（どうみょう）についてのまとまった史料はなく、生没年も不明である。片岡直樹の研究によると道明は、「百済系渡来氏族である六人部氏出身の川原寺の僧」[33]であるという。[34]
- 捌拾（はちじゅう）とは、数字の80のこと[35]。
- 飛鳥清御原大宮治天下天皇（あすかのきよみはらのおおみやに あめのしたしろしめす すめらみこと）は、天武と持統の両天皇に用いる呼称であるが、ここではどちらを指すか説が分かれる[2][11]。

### 書体・書風
書者は不明であるが、魚住和晃は、「渡来人が書したと想定される作」と述べている。書体は縦長のやや痩せた楷書体で、書風は中国・初唐時代に通じるいわゆる隋唐書風である。縦画が極めく強く、横画には隷書の名残りの波法を示しており、典型的な欧陽詢・欧陽通父子の書法（欧法）といえる。
丙戌年（686年）の年紀を有する『金剛場陀羅尼経』と書風の共通性が高いことから、内藤湖南は、「『金剛場陀羅尼経』と同人同年の作」と断じている。書家の飯島春敬、魚住和晃も同一書者の手になるものとしているが、安藤更生は、「本銅板銘と『金剛場陀羅尼経』の波法を比較すると、前者は筆を下へ抜くのに反して、後者は上方へ抜く癖があり、同一人の書とは認められない。」と述べている。
その安藤が、「『金剛場陀羅尼経』との書風の酷似は、書道様式上、本銅板の686年制作を否定する諸説の成立を困難にするであろう。」と述べているように、本銅板の制作年代をその書風から考察すると、『金剛場陀羅尼経』の存在から686年説が有力であった。しかし、現代の書道史では、698年説を示すようになってきており、森岡隆は、「同様の欧法を示す『金剛場陀羅尼経』の年紀が丙戌年であることから、本銅板も同年、または数年ないし一巡の12年後のものと見なされる。」と述べ、日本大学教授の鈴木晴彦は、「698年説が有力視される。」と述べている。

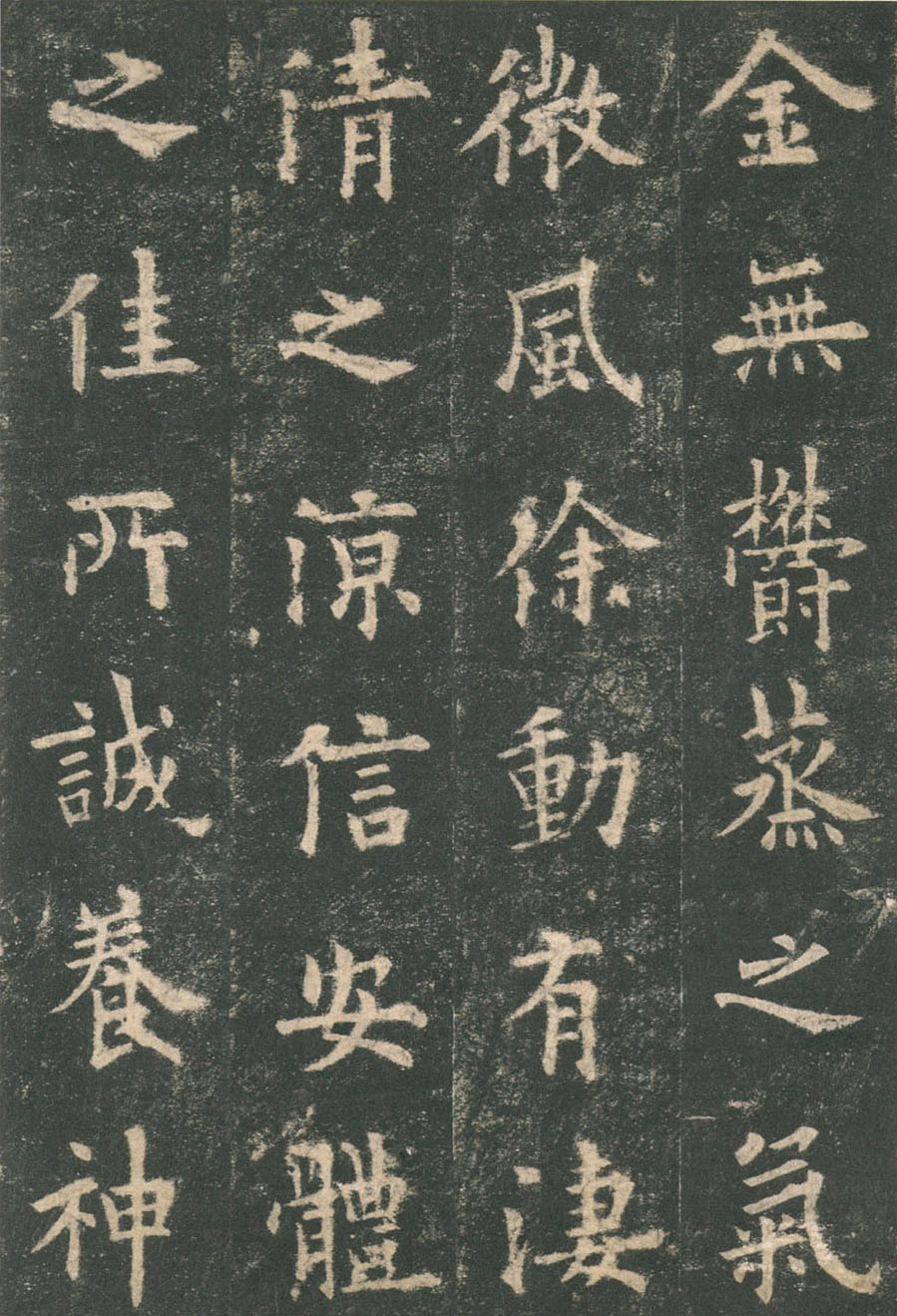
『九成宮醴泉銘』（部分、欧陽詢筆）
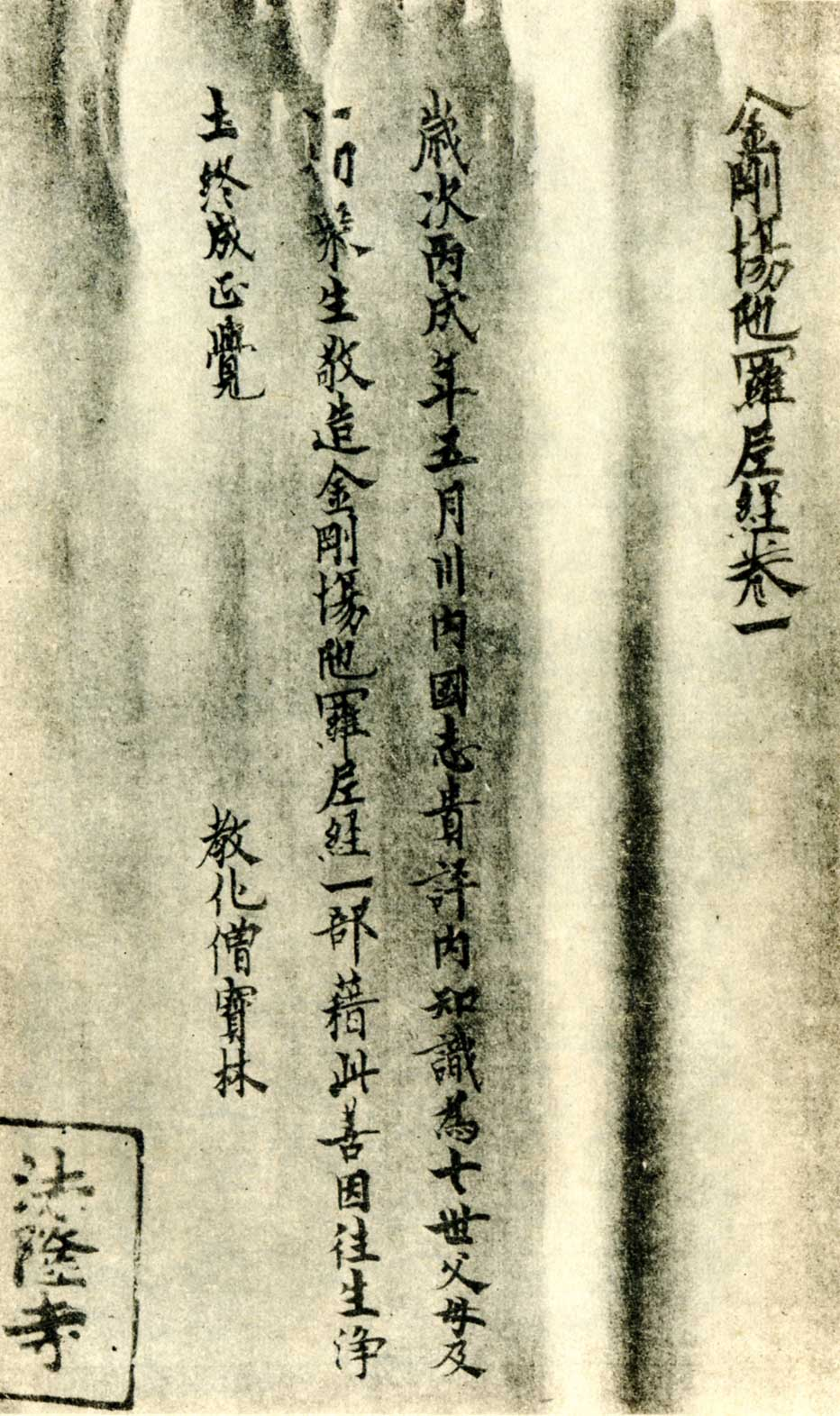
『金剛場陀羅尼経』（巻末部分）

### 銘文の彫刻技法
漢字の文字彫刻は、その起原である中国において浚い彫り・線彫り技法が行われたが、中国では浚い彫り技法が主に発展した。朝鮮では初め、線彫り技法が用いられたが、中国の影響により浚い彫り技法が発展した。これに対して、日本における陰刻銘のほとんどは線彫り技法によるものであり、独自の発展を遂げている。
浚い彫り技法の特徴は、筆で書かれた下書きの文字を忠実に再現するところにあり、線彫り技法は、下書きの字形を多少犠牲にしてでも、鏨の筆勢を重視する。日本では筆勢に重きを置き、その表現技法はたいへん高いレベルに達したという。
その線彫り技法が主流である上代日本の刻銘の中で、浚い彫り技法によるものが一点存在する。それが本銅板銘である。本銅板銘が浚い彫り技法を選択した理由は、筆勢の表現を損なってでも欧陽詢風の書風を正確に再現しようとしたためである。これについて鈴木勉は、「（本銅板銘の制作には）朝鮮半島を経由している可能性も含めて中国系の工人と僧が関わったことは容易に想像がつく。」と述べている。片岡直樹は、「銘の刻み手は中国系工人、朝鮮系工人のいずれかとみられるが、銅板の制作背景に朝鮮文化の強い影響が認められることをあわせ考えると、後者の可能性が高いといえるのではなかろうか。」と述べ、その論拠として、欧陽詢風の書風が高句麗で流行していたことや銅板の制作者である道明が百済系渡来氏族の出身とみられることなどを挙げている。
浚い彫り（さらいぼり）
筆で下書きをし、その下書きの文字線の縁の内側を鏨で彫る。そのように文字線の両側を彫ったのち、中央部分の彫り残しを鏨で浚い取る技法である。
線彫り（せんぼり）
筆で下書きをし、その下書きの線を一回だけで鏨によって文字や像を形成する技法である。

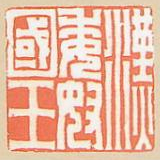
浚い彫りの例（『漢委奴国王印』）
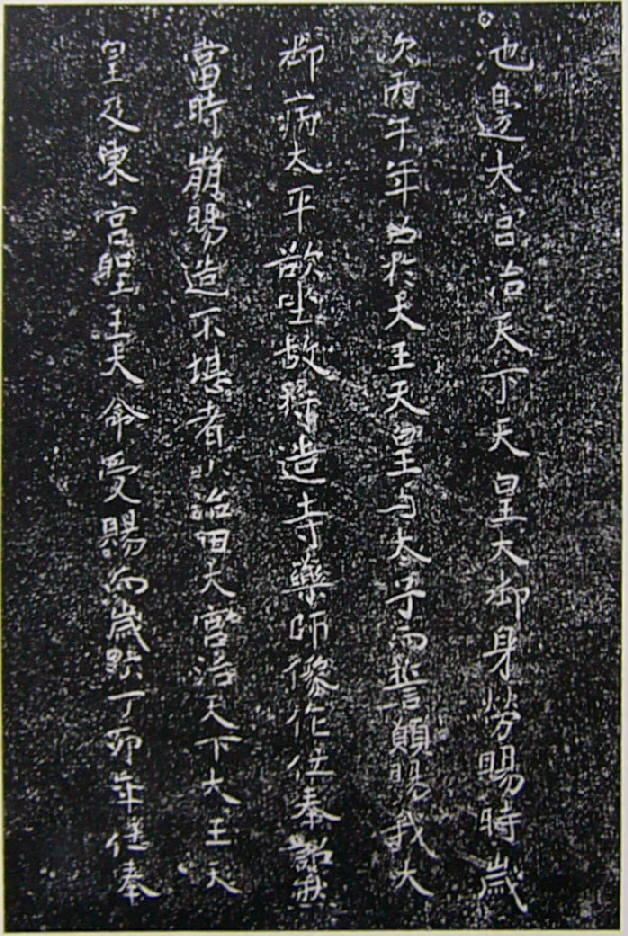
線彫りの例（『法隆寺金堂薬師如来像光背銘』）

## 長谷寺の火災と銅板の安置場所

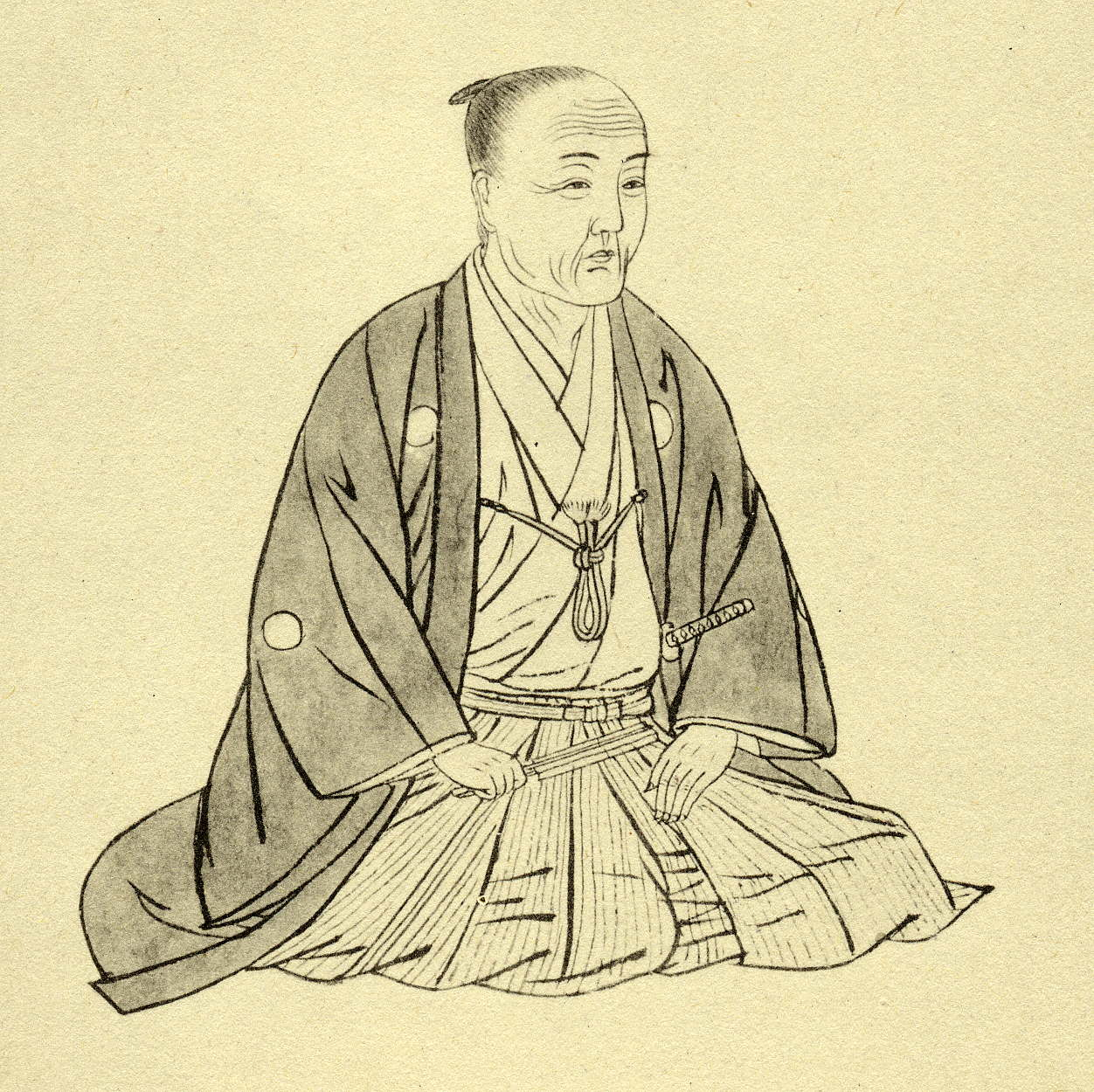
伴信友（『国文学名家肖像集』より）

伴信友が1844年（天保14年）11月に著した『長谷寺多宝塔銘文・長谷寺縁起剥偽』の冒頭に、本銅板銘の全文が書かれており、その1行目から9行目には現在と同じ文字の欠損が確認できる。これは、1828年（文政11年）に伊賀人・河村春雄が銅板から採った拓本を伴が臨書したものである。
河村は古物古跡の探索を好み、諸国を歴遊して1828年6月に長谷寺に至り、逗留しているときに本銅板を目にした。銅板は昔から本堂には安置せず、宝蔵に秘匿しており、長老の他には寺僧でさえその存在を知らないという状況であった。が、河村は懇願して秘かに見ることができ、拓したという。1836年（天保7年）、河村は伴のもとを訪れ、伴に長谷寺で見た銅板のことを話した。伴の著書『長谷寺多宝塔銘文・長谷寺縁起剥偽』はその口伝書・研究書である。伴はその中で、944年（天慶7年）と1052年（永承7年）の長谷寺での火災の様子を次のように記している。

### 944年の火災
『日本紀略』に、「甲辰（天慶）七年正月九日壬午、夜半風雨、大和国豊山寺堂舎皆悉焼亡、験仏同焼失（後略）」とあるように、長谷寺は944年に火災に遭い、銅板はその火を免れたものの、一時亡失してしまった。しばらくしてから見つかったが、その火災で焼失したことをすでに公家に報告していたため、さらに焼失していなかったと報告するのはかなり嫌疑なことなので、秘匿することにした。本銅板を本堂に安置せずに、宝蔵に秘匿している理由はこのような事情による（趣意）。

### 1052年の火災
『百錬抄』に、「永承七年八月廿五日、長谷寺焼亡、観音像為灰燼」とあり、また『扶桑略記』にもこの焼亡のことについて、「但中尊首上小仏遺於灰中」とあるが、このとき銅板は宝蔵にあって火を免れたので、今の世に至っても崇められている（趣意）。
また、1876年の三重塔の火災について永井義憲による記録がある。

### 1876年の火災
（三重塔は）明治9年に俘浪者の焚火が原因で焼失した。以前からこの中には「千仏多宝塔銅板」が安置せられていたのであるが、この炎上に際して偶然、在山していた画僧として著名な丸山貫長師が、単身炎の中にとびこんで、この重量のある銅板を抱えて塔外に救出したという。
以上の記録から本銅板の安置場所を整理すると、「944年以後、秘匿の必要性が生じて本堂に安置できなくなり、1052年と1828年に宝蔵での安置が確認され、1828年から1876年の47年間のうちに、宝蔵から三重塔へ移された。」となる。

## 銅板の制作年代
本銅板には江戸時代以来の研究史があり、その中で最も大きな論点となってきたのが制作年代である。これについて片岡直樹は、「問題の解明には当然のことながら彫刻様式と銘文解釈の両面からのアプローチが必要となる。」と述べている。その彫刻様式は、白鳳様式（645年 - 710年）と奈良時代初期の様式（710年以降）の両説があり、銘文解釈は文中の、「奉為天皇陛下」、「歳次降婁漆菟上旬」、「奉為飛鳥清御原大宮治天下天皇」の3つが鍵となる。
「歳次降婁漆菟上旬」は戌年7月上旬の意であるが、いつの戌年であるか不明のため種々の説が出ている。686年説（丙戌年・天武天皇15年/朱鳥元年）、698年説（戊戌年・文武天皇2年）、722年説（壬戌年・養老6年）、770年説（庚戌年・宝亀元年）などがある。
研究史の当初から686年説が有力とされ、この説では銘文の天皇を天武天皇（在位・673年 - 686年）とみる。これは寺伝や書風によるところが大きいが、その後、足立康や福山敏男などの研究により、現在では698年説が有力視されている。この説では天皇を持統天皇（在位・690年 - 697年）とみる。

### 寺伝
寺伝によると、「天武朝に道明が長谷寺の西の岡に三重塔を建立し（本長谷寺）、養老・神亀年間（717年 - 729年）頃になって徳道が東の岡に観音堂を建立し（後長谷寺）、両者が合わさって現在の長谷寺が成立した。」という。これは12世紀初頭以降に形成されたもので、銅板銘と後世につくられた長谷寺の縁起類とを組み合わせることにより生じた伝承である。長谷寺の創建を天武朝とし、本銅板はその創建のために制作されたとする古説は、この寺伝によるものである。
ただし、現在、本銅板銘は長谷寺（三重塔）の建立銘ではなく、銅板そのものの造像銘であることがですでに確認されており、長谷寺の創建と銅板とは切り離して考えることが通説となっている。

### 770年説
本銅板銘の解読を最初に試みた江戸時代後期の国学者・伴信友は、著書『長谷寺多宝塔銘文・長谷寺縁起剥偽』において、『日本三代実録』の貞観18年（876年）5月28日条にある「道明は宝亀年中（770年 - 780年）に長谷寺を建立した。（趣意）」との文について、「宝亀年中を宝亀元年（770年）庚戌とすれば、銅板銘中の降婁と『日本三代実録』の文とが符合する。（趣意）」と述べ、770年説を唱えた。この説では本銅板が長谷寺の建立時に造られたことを前提にしている。
福山敏男は一時、770年説を支持したが、1935年に『日本三代実録』の文面と銅板銘の酷似を指摘し、770年説を次のように否定している。
- 道明、宝亀年中、率其同類、奉為国家、所建立也（日本三代実録）
- 道明、率引捌拾許人、奉為飛鳥清御原大宮治天下天皇敬造（銅板銘）

「長谷寺に関する『日本三代実録』の記事は長朗の牒状文であるが、これは当時、長谷寺の草創に関する正確な記録がなかったため、長朗が銅板銘に基づき、長谷寺の創建に関する記事として作文したものである。また、「宝亀」は「神亀」の誤記であろう。（趣意）」とし、片岡もこれを支持している。

### 698年説
足立康は1944年に刊行した『日本彫刻史の研究』において、次のように686年説を否定している。「天武天皇がその宮号を『飛鳥浄御原宮』と改めたのは朱鳥元年（686年）7月20日のことであるから、7月上旬、つまり7月10日以前に完成した銅板に遡ってこの宮号が記されるはずもない。」とし、また、「在位中の天皇をその宮号で呼ぶのも妥当ではなく、当然『今上天皇』またはそれに準ずる名で呼ばねばならない。」としている。そして、次のように698年説を唱えた。
制作年代は次の3条件を具備する必要があり、すなわち、
1. 戌年であること。
2. 当時「飛鳥清御原大宮治天下天皇」と呼ばれる方がいたこと。
3. 前記の天皇は当時「天皇陛下」と呼ばれても差し支えない方であること。

とし、「この3条件を満足するのは698年（文武天皇2年）よりほかにない。この年の干支は戊戌にあたり、当時は清御原宮御宇天皇とも呼んだ持統太上天皇がいた。次に持統天皇は当時、太上天皇であるから、天皇陛下と呼んでも差し支えない。さらに、『天皇陛下』を一方で『清御原大宮治天下天皇』と呼ぶのは、時の天皇である文武天皇と混同しないようにするためである。」と述べている。
1952年、福山は銅板銘中の「伏惟聖帝超金輪同逸多」は、695年に定められた武則天の尊号「慈氏越古金輪聖神皇帝」の模倣であると指摘した。ゆえに本銅板の制作は695年以後であるとし、従来有力視されてきた686年説を退けた。また、女帝である武則天の尊号を模倣したということは、銘文中の天皇も女帝の持統天皇がふさわしく、持統天皇退位直後の戌年である698年の可能性が極めて高いとした。
片岡は、足立や福山の698年説を支持し、さらに彫刻様式が顕著な白鳳様式を示すことや銘文の書風が日本では7世紀後半に限定的に盛行した欧陽詢風の書風であることなどの補強をして、「銅板は、持統天皇の病気平癒のために697年に発願がなされ、698年に完成した。」と述べている。697年当時、持統天皇が病気であったことも認められている。

## 見宝塔品

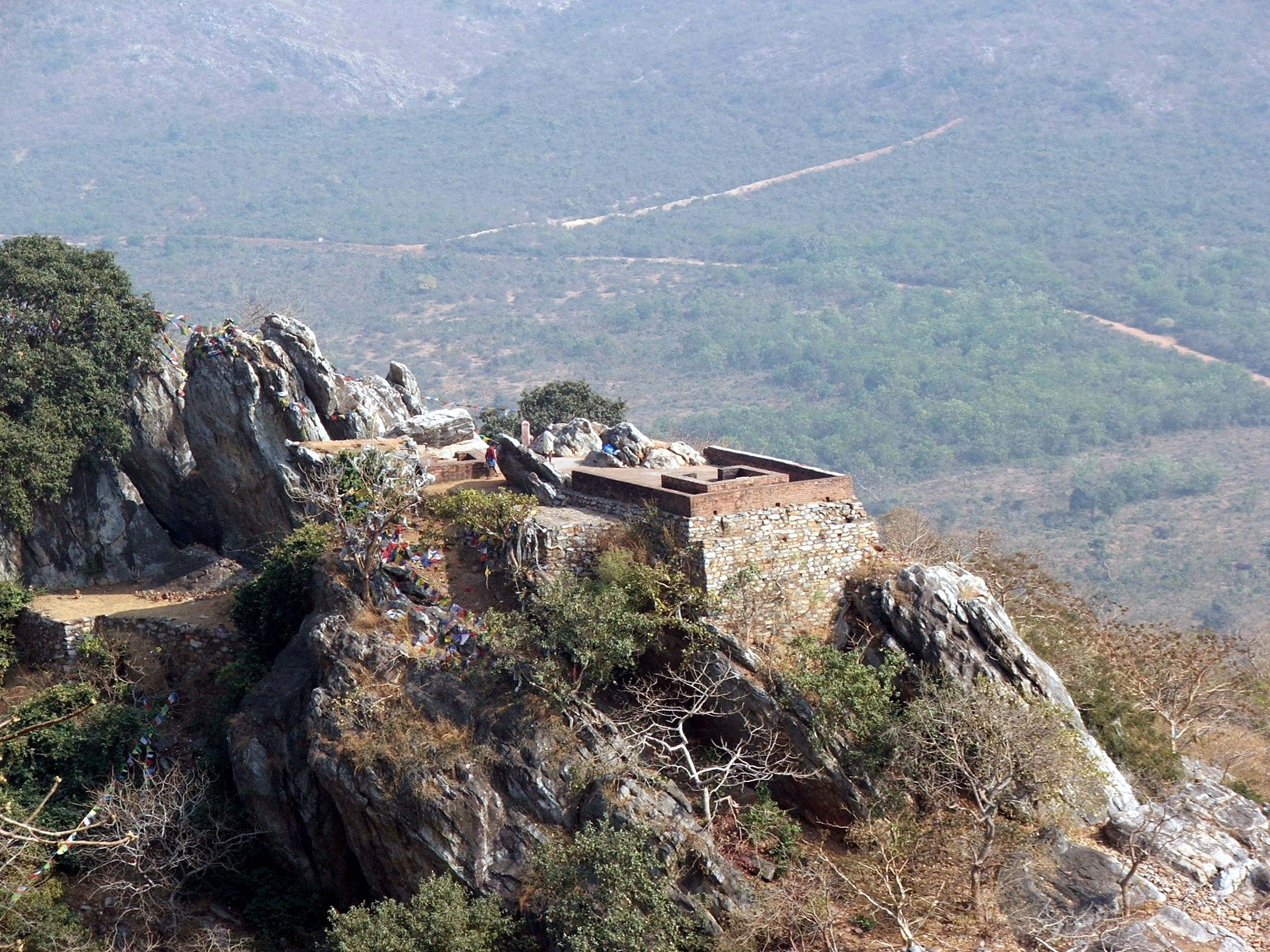
霊鷲山

『法華経』見宝塔品（第11）は、『法華経』の説法が真実であることを多宝如来が証明するとともに、『法華経』中の肝心である本門・如来寿量品（第16）の義を開いて、その序説をなす章である。そして、これより会座は霊鷲山から虚空会に移される。

### 宝塔の出現
釈迦が霊鷲山で法師品（第10）を説き終ったとき、釈迦の眼前に七宝（金・銀・瑠璃・珊瑚・緑玉・赤真珠・玻璃）で飾られた高さ500由旬の大きな塔が大地から出現し、空中にとどまり、塔の中から『法華経』を説く釈迦を賛嘆する大きな声が響き渡った。声の主は多宝如来であり、その宝塔は幾千万億劫の昔に入滅した多宝如来の遺骨塔、如来の全身であった。

### 多宝如来の誓願
多宝如来が前世において、完全な悟りを得られずにいたとき、『法華経』を聴いてそれを成就することができた。それゆえ入滅の折に人々の前で、「この『法華経』が尊き仏によって説き明かされるとき、余の全身の塔が出現し、集まった聴聞衆の上の空中にとどまり、賞賛の声を聞かせる。（趣意）」と祈願した。また、「十方の仏国土で余の身体から作られた如来の分身が人々に教えを説いているが、『法華経』を説く尊き仏が余の全身の塔を開いて聴聞衆に見せようとするときは、その如来の分身を一所に集めた後に見せるべきである。（趣意）」と誓願した。

### 十方諸仏の参集
多宝如来の分身である十方の諸仏たちは、「釈迦の前で多宝如来の遺骨塔を礼拝するために、娑婆世界に行かねばならぬ。（趣意）」と自分に従う求法者たちに言い残し、自身の侍者2,3人を連れて娑婆世界に集まってきた。その後、釈迦の身体から作られた分身の如来たちも集まり、その如来たちは、宝塔の扉を開くことを承諾した。

### 二仏並座
釈迦は自らが作った分身の如来が残らず集まったことと、その如来たちが宝塔の開扉を承知したことを知り、自分の席から立ち上がって空中に立った。釈迦は空中にそそり立つ宝塔の中央を右手の指で開くと、扉は左右に割れ、塔の真ん中の座に坐っている多宝如来が見えた。多宝如来は『法華経』を説く釈迦を称賛し、自分は『法華経』を聴くためにここに来たのだと語った。そして自らの座の半分を釈迦に譲り、釈迦はその座に一緒に坐った。聴聞衆は空中に昇って2人の如来を近くから見たいと願うと、釈迦はその思いを察し、神通力によって聴聞衆を空高く昇らせた。
境智冥合
多宝如来は対境（諸法実相）であり、釈迦は仏智（仏の智慧）である。その多宝如来と釈迦が並座した姿は、その実相と仏智が完全に一致した真理の極致であることを表現したもので、結局は一仏なのである。これは境智冥合（きょうちみょうごう）を具体的に示したものである。『法華経』以前の諸経では、実相と仏智とが別々の立場を取っていた境智各別（きょうちかくべつ）であった。十方諸仏が参集している宝塔の中で、この二仏並座という尊厳な儀式が行われたことは、『法華経』の位置を絶対のものとしたのである。

### 滅後の弘経
釈迦は聴聞衆に、「私は『法華経』を説き終えたら間もなく涅槃に入る。したがって、この娑婆世界において、この『法華経』を弘通する人物を選びたい。（趣意）」と話したのち、仏の滅後、『法華経』の弘通がいかに困難であるかを説き、また、その功徳の絶大であることを称えたのである。